# Deutsch Gerisdorf
Deutsch Gerisdorf (ungarisch Németgyirót) ist eine Ortschaft und Katastralgemeinde der Gemeinde Pilgersdorf im Bezirk Oberpullendorf im Burgenland in Österreich.

## Geografie
Deutsch Gerisdorf befindet sich im Tal des Zöbernbaches und ist über die Kirchschlager Straße erreichbar, die östlich am Ort vorüberführt.

## Geschichte
Der Ort wurde urkundlich erstmals im Jahr 1390 als Gyerhard erwähnt, als dieser und eine Reihe weiterer Dörfer mitsamt der Burg Lockenhaus vom ungarischen König Sigismund an die adelige Familie Kanizsay übertragen wurde. Im Jahr 1860 errichtete Graf Strachwitz aus Lockenhaus östlich der heutigen Bundesstraße einen Schmelzofen, um schwefelige Kupfererze aus den Glashütten in Schlaining und Redlschlag zu verarbeiten, wobei rund 40 Personen Arbeit fanden. Die Schmelze wurde 1875 nach einem Konkurs geschlossen.
Der Ort gehörte wie das gesamte Burgenland bis 1920/21 zu Ungarn (Deutsch-Westungarn). Ab 1898 musste aufgrund der Magyarisierungspolitik der Regierung in Budapest der ungarische Ortsname Németgyirót verwendet werden. Nach Ende des Ersten Weltkriegs wurde nach zähen Verhandlungen Deutsch-Westungarn in den Verträgen von St. Germain und Trianon 1919 Österreich zugesprochen. Seit 1921 gehört Deutsch Gerisdorf zum damals neu gegründeten Bundesland Burgenland (siehe auch Geschichte des Burgenlandes).
Laut Adressbuch von Österreich waren im Jahr 1938 in der Ortsgemeinde Deutsch Gerisdorf ein Gastwirt, zwei Gemischtwarenhändler, eine Hebamme, ein Holzhändler, zwei Müller, ein Schmied, drei Schuster, ein Zimmermeister und mehrere Landwirte ansässig. Außerhalb des Ortes bestand eine Ziegelei mit angeschlossenem Zementwarenhandel.
Am 1. Jänner 1971 wurde der Ort im Zuge des Gemeindestrukturverbesserungsgesetzes der burgenländischen Landesregierung mit den Orten Bubendorf im Burgenland, Kogl im Burgenland, Lebenbrunn, Pilgersdorf, Salmannsdorf, Steinbach im Burgenland zur neuen Gemeinde Pilgersdorf zusammengelegt.

## Siedlungsentwicklung
Zum Jahreswechsel 1979/1980 befanden sich in der Katastralgemeinde Deutsch Gerisdorf insgesamt 83 Bauflächen mit 66.239 m² und 132 Gärten auf 71.505 m², 1989/1990 gab es 113 Bauflächen. 1999/2000 war die Zahl der Bauflächen auf 245 angewachsen und 2009/2010 bestanden 167 Gebäude auf 365 Bauflächen.

## Bodennutzung
Die Katastralgemeinde ist landwirtschaftlich geprägt. 333 Hektar wurden zum Jahreswechsel 1979/1980 landwirtschaftlich genutzt und 358 Hektar waren forstwirtschaftlich geführte Waldflächen. 1999/2000 wurde auf 266 Hektar Landwirtschaft betrieben und 417 Hektar waren als forstwirtschaftlich genutzte Flächen ausgewiesen. Ende 2018 waren 235 Hektar als landwirtschaftliche Flächen genutzt und Forstwirtschaft wurde auf 433 Hektar betrieben. Die durchschnittliche Bodenklimazahl von Deutsch Gerisdorf beträgt 37,1 (Stand 2010).